# Balance (album)
Pour les articles homonymes, voir Balance.
Cet article concerne l'album. Pour l'article sur l'animal portant l'un des noms des chansons, voir Paraceratherium.
Albums de Van Halen
Live: Right Here, Right Now
(1993) Best of: Volume 1
(1996)
Balance est le dixième album de Van Halen sorti le 24 janvier 1995. Cet album est le plus rock de la période Sammy Hagar avec des morceaux comme Amsterdam, Can't Stop Lovin' You, The Seventh Seal ou Aftershock. Comme dans For Unlawful Carnal Knowledge le synthétiseur est peu présent, il ne laisse ici qu'un seul titre Not Enough. De plus l'album est agrémenté de titres instrumentaux, comme Baluchiterium. Balance est le dernier album de Van Halen avec Sammy Hagar au chant.

## Titres
| No  | Titre                                               | Durée |
| --- | --------------------------------------------------- | ----- |
| 1.  | The Seventh Seal                                    | 5:18  |
| 2.  | Can't Stop Lovin' You                               | 4:07  |
| 3.  | Don't Tell Me (What Love Can Do)                    | 5:56  |
| 4.  | Amsterdam                                           | 4:45  |
| 5.  | Big Fat Money                                       | 3:54  |
| 6.  | Aftershock                                          | 5:29  |
| 7.  | Strung Out (instrumental)                           | 1:29  |
| 8.  | Not Enough                                          | 5:13  |
| 9.  | Doin' Time (instrumental)                           | 1:41  |
| 10. | Baluchiterium (instrumental)                        | 4:05  |
| 11. | Take Me Back (Deja vu)                              | 4:43  |
| 12. | Feelin                                              | 6:36  |
| 13. | Crossing Over (titre bonus sur l'édition japonaise) | 4:49  |

## Personnel
- Sammy Hagar :  chant, guitare rythmique
- Eddie Van Halen : guitare, claviers, chœurs
- Michael Anthony : basse, chœurs
- Alex Van Halen : batterie

## Personnel additionnel
- Steve Lukather : chœurs sur Not Enough
- Les Moines de l'Université Tantrique de Gyuto : chœurs sur The Seventh Seal

## Certifications
| Pays                  | Certification | Unités certifiées |
| --------------------- | ------------- | ----------------- |
| Canada (Music Canada) | 3 × Platine   | 300 000           |
| États-Unis (RIAA)     | 3 × Platine   | 3 000 000         |